# Andrea Holíková
Andrea Holíková (née le 15 janvier 1968) est une joueuse de tennis tchécoslovaque, professionnelle dans la seconde moitié des années 1980 et jusqu'en 1990.

## Biographie
Andrea Holíková est la sœur du joueur de hockey sur glace Bobby Holík. Elle est la mère de David Musil.

## Carrière tennistique
En 1985, avec l'équipe tchécoslovaque, elle a décroché la Coupe de la Fédération face aux États-Unis en finale, en l'absence des meilleures Américaines (Chris Evert, Martina Navrátilová).
Andrea Holíková n'a en revanche remporté aucun tournoi WTA pendant sa carrière.

## Palmarès

### Titre en simple dames
Aucun

### Finale en simple dames
Aucune

### Titre en double dames
Aucun

### Finales en double dames
| No | Date       | Nom et lieu du tournoi                        | Catégorie | Dotation | Surface      | Vainqueures                    | Partenaire        | Score         |          |
| -- | ---------- | --------------------------------------------- | --------- | -------- | ------------ | ------------------------------ | ----------------- | ------------- | -------- |
| 1  | 15/07/1985 | Elektra Cup Bregenz                           |           | 50 000 $ | Terre (ext.) | Mima Jaušovec Virginia Ruzici  | Kateřina Skronská | 6-2, 6-3      | Parcours |
| 2  | 19/08/1985 | Virginia Slims of Central New York Monticello |           | 75 000 $ | Dur (ext.)   | Mercedes Paz Gabriela Sabatini | Kateřina Skronská | 5-7, 6-4, 6-3 | Parcours |

## Parcours en Grand Chelem

### En simple dames
| Année | Open d'Australie (janvier) | Open d'Australie (janvier) | Internationaux de France | Internationaux de France | Wimbledon       | Wimbledon       | US Open         | US Open          | Open d'Australie (décembre) | Open d'Australie (décembre) |
| ----- | -------------------------- | -------------------------- | ------------------------ | ------------------------ | --------------- | --------------- | --------------- | ---------------- | --------------------------- | --------------------------- |
| 1985  | n/a                        | n/a                        | 2e tour (1/32)           | M. Calleja               | 2e tour (1/32)  | Marcella Mesker | 3e tour (1/16)  | Kate Gompert     | 1er tour (1/32)             | Pam Shriver                 |
| 1986  | n/a                        | n/a                        | 2e tour (1/32)           | Mima Jaušovec            | 2e tour (1/32)  | Robin White     | 1er tour (1/64) | M. Navrátilová   | n/a                         | n/a                         |
| 1987  | 3e tour (1/16)             | Carling Bassett            | -                        | -                        | -               | -               | -               | -                | n/a                         | n/a                         |
| 1988  | -                          | -                          | 2e tour (1/32)           | Helen Kelesi             | 1er tour (1/64) | Anne Minter     | 2e tour (1/32)  | Sandra Wasserman | n/a                         | n/a                         |

À droite du résultat, l’ultime adversaire.

### En double dames
| Année | Open d'Australie (janvier) | Open d'Australie (janvier) | Internationaux de France   | Internationaux de France   | Wimbledon                  | Wimbledon               | US Open                       | US Open                    | Open d'Australie (décembre) | Open d'Australie (décembre) |
| ----- | -------------------------- | -------------------------- | -------------------------- | -------------------------- | -------------------------- | ----------------------- | ----------------------------- | -------------------------- | --------------------------- | --------------------------- |
| 1985  | n/a                        | n/a                        | 1/4 de finale K. Skronská  | Elise Burgin A. Temesvári  | -                          | -                       | 1er tour (1/32) K. Skronská   | Patty Fendick Hetherington | 1er tour (1/16) K. Skronská | K. Maleeva M. Maleeva       |
| 1986  | n/a                        | n/a                        | 2e tour (1/16) K. Skronská | Kohde-Kilsch Helena Suková | 2e tour (1/16) K. Skronská | Kathy Jordan A. Moulton | 3e tour (1/8) R. Maršíková    | Kathy Jordan E. Smylie     | n/a                         | n/a                         |
| 1987  | 1er tour (1/16) W. Probst  | Louise Allen Elna Reinach  | -                          | -                          | -                          | -                       | 1er tour (1/32) Bettina Fulco | L. Antonoplis C. Monteiro  | n/a                         | n/a                         |

Sous le résultat, la partenaire ; à droite, l’ultime équipe adverse.

### En double mixte
| Année | Open d'Australie (janvier), | Open d'Australie (janvier), | Internationaux de France    | Internationaux de France | Wimbledon | Wimbledon | US Open | US Open | Open d'Australie (décembre), | Open d'Australie (décembre), |
| 1985  | n/a                         | n/a                         | 2e tour (1/16) Marián Vajda | Anne Smith T. Giammalva  | -         | -         | -       | -       | n/a                          | n/a                          |

Sous le résultat, le partenaire ; à droite, l’ultime équipe adverse.

## Parcours en Coupe de la Fédération
| #                                                                           | Date       | Lieu   | Surface      | Gagnante(s)                        | Perdante(s)                        | Score          |          |
|                                                                             |            |        |              |                                    |                                    |                |          |
| 1985 - 1er tour (groupe mondial) - Tchécoslovaquie - Grèce - 2 : 1          |            |        |              |                                    |                                    |                |          |
| 1                                                                           | 08/10/1985 | Nagoya | Dur (ext.)   | A. Kanellopoúlou Olga Tsarbopoulou | Andrea Holíková Regina Maršíková   | 6-3, 6-2       | Parcours |
|                                                                             |            |        |              |                                    |                                    |                |          |
| 1985 - 1/4 de finale (groupe mondial) - Tchécoslovaquie - Hongrie - 3 : 0   |            |        |              |                                    |                                    |                |          |
| 2                                                                           | 08/10/1985 | Nagoya | Dur (ext.)   | Andrea Holíková Regina Maršíková   | Csilla Bartos Andrea Temesvári     | 6-4, 6-3       | Parcours |
|                                                                             |            |        |              |                                    |                                    |                |          |
| 1985 - Finale (groupe mondial) - Tchécoslovaquie - États-Unis - 2 : 1       |            |        |              |                                    |                                    |                |          |
| 3                                                                           | 06/10/1985 | Nagoya | Dur (ext.)   | Elise Burgin Sharon Walsh          | Andrea Holíková Regina Maršíková   | 6-2, 6-3       | Parcours |
|                                                                             |            |        |              |                                    |                                    |                |          |
| 1986 - 1er tour (groupe mondial) - Tchécoslovaquie - Grèce - 3 : 0          |            |        |              |                                    |                                    |                |          |
| 4                                                                           | 22/07/1986 | Prague | Terre (ext.) | Andrea Holíková Regina Maršíková   | A. Kanellopoúlou Olga Tsarbopoulou | 6-3, 6-0       | Parcours |
|                                                                             |            |        |              |                                    |                                    |                |          |
| 1986 - 2e tour (groupe mondial) - Tchécoslovaquie - Suisse - 3 : 0          |            |        |              |                                    |                                    |                |          |
| 5                                                                           | 22/07/1986 | Prague | Terre (ext.) | Andrea Holíková Regina Maršíková   | Céline Cohen C. Jolissaint         | 6-4, 1-6, 9-7  | Parcours |
|                                                                             |            |        |              |                                    |                                    |                |          |
| 1986 - 1/4 de finale (groupe mondial) - Tchécoslovaquie - Australie - 3 : 0 |            |        |              |                                    |                                    |                |          |
| 6                                                                           | 22/07/1986 | Prague | Terre (ext.) | Andrea Holíková Regina Maršíková   | Elizabeth Smylie Janine Thompson   | 6-4, 6-3       | Parcours |
|                                                                             |            |        |              |                                    |                                    |                |          |
| 1986 - 1/2 finale (groupe mondial) - Tchécoslovaquie - Argentine - 2 : 1    |            |        |              |                                    |                                    |                |          |
| 7                                                                           | 22/07/1986 | Prague | Terre (ext.) | Mercedes Paz Gabriela Sabatini     | Andrea Holíková Regina Maršíková   | 6-75, 6-2, 6-2 | Parcours |

## Classements WTA

### Classements en simple en fin de saison
| Année | 1986 | 1987 | 1988 | 1989 | 1990 |
| Rang  | 126  | 127  | 144  | 183  | 637  |

Source : (en) « Classements de Andrea Holíková », sur le site officiel du WTA Tour

### Classements en double en fin de saison
| Année | 1986 | 1987 | 1988 |
| Rang  | 99   | 139  | 549  |

Source : (en) « Classements de Andrea Holíková », sur le site officiel du WTA Tour